# Leo Roth

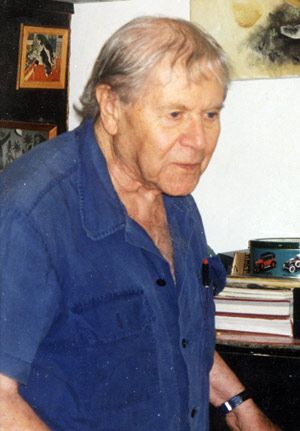
Leo Roth in 1998

Leo Roth (Tysmenytsia (Oblast Ivano-Frankivsk), 17 mei 1914 – Afikim, 25 december 2002) was een Israëlische schilder die sterk beïnvloed was door het kubisme.
Hij werd in 1914 geboren in Polen. In 1920 verhuisde hij naar Duitsland en in 1933 emigreerde hij naar Israël alwaar hij eerst in Tel Aviv ging wonen. Daarna verhuisde hij naar de kibboets Kinneret. Uiteindelijk verhuisde hij naar de kibboets Afikim alwaar hij bleef tot zijn dood.
Hij studeerde kunst aan de École des Beaux Arts in Parijs. In Israël was hij de directeur van de Kunstacademie van de Kibboetsen. In 1959 won hij de Jordaan vallei-prijs voor zijn schilderwerk.
Zijn schilderijen zijn tentoongesteld in Israël, Nederland, Mexico, Spanje, Zweden en Denemarken.
- Gemeinsame Normdatei: 110569514X
- Information Center for Israeli Art: 277657
- International Standard Name Identifier: 0000 0001 1462 7953
- Library of Congress Control Number: no2001057425
- Nationale Bibliotheek van Israël: 987007267093305171
- Virtual International Authority File: 98164607
- WorldCat: E39PBJf8vppQwppCcHVFpj3vpP